# اچ‌ام‌اس اسکس (۱۷۶۰)
اچ‌ام‌اس اسکس (۱۷۶۰) (به انگلیسی: HMS Essex (1760)) یک کشتی بود که طول آن ۱۵۸ فوت (۴۸ متر) بود. این کشتی در سال ۱۷۶۰ ساخته شد.